# ليا أشمور
ليا أيمارا دوارتي أشمور (بالإسبانية: Lia Aymara Duarte Ashmore)‏ (مواليد 5 أبريل 1995) هي عارضة أزياء باراغواي وملكة جمال تم تتويجها ملكة جمال الكون باراجواي 2022. مثلت باراغواي في ملكة جمال الكون 2022.
كانت في السابق فائزة ملكة جمال باراجواي 2017 ومثلت باراغواي في ملكة جمال جراند الدولية 2017 حيث كانت من أفضل 20.